# Linying
Linying (chinesisch 臨潁縣 / 临颍县, Pinyin Línyǐng Xiàn) ist ein Kreis in der Provinz Henan der Volksrepublik China, der zum Verwaltungsgebiet der bezirksfreien Stadt Luohe gehört. Linying hat eine Fläche von 821 km² und zählt 736.800 Einwohner (Stand: Ende 2018). Sein Hauptort ist die Großgemeinde Chengguan (城關鎮 / 城关镇).

## Administrative Gliederung
Auf Gemeindeebene setzt sich der Kreis aus neun Großgemeinden und sechs Gemeinden zusammen. Diese sind:
- Großgemeinde Chengguan (城关镇), Sitz der Kreisregierung;
- Großgemeinde Duqu (杜曲镇);
- Großgemeinde Fancheng (繁城镇);
- Großgemeinde Juling (巨陵镇);
- Großgemeinde Sanjiadian (三家店镇);
- Großgemeinde Taichen (台陈镇);
- Großgemeinde Wadian (瓦店镇);
- Großgemeinde Wanggang (王岗镇);
- Großgemeinde Wocheng (窝城镇);
- Gemeinde Chenzhuang (陈庄乡);
- Gemeinde Daguo (大郭乡);
- Gemeinde Guxiang (固厢乡);
- Gemeinde Huangdimiao (皇帝庙乡);
- Gemeinde Shiqiao (石桥乡);
- Gemeinde Wangmeng (王孟乡).

## Kultur
Die Xiaoshang-Brücke (小商桥, Xiǎoshāng Qiáo) sowie die Shoushan-Stelen und Shoushan-Plattform (受禅碑与受禅台, Shòushànbēi yǔ Shòushàntái) stehen auf der Liste der Denkmäler der Volksrepublik China.

## Maoismus
Zur Großgemeinde Chengguan gehört das Dorf Nanjie, das sogenannte „letzte maoistische Dorf“ Chinas.